# Teh talua
Teh talua或雞蛋茶是西苏门答腊島典型的甜飲料，可以在Lapau、傳統的米南佳保攤位和巴東餐館找到，通常是為增加工作體力而飲用。這種茶的獨特之處在於它使用蛋黃來制作，一般使用的是雞蛋或鴨蛋。

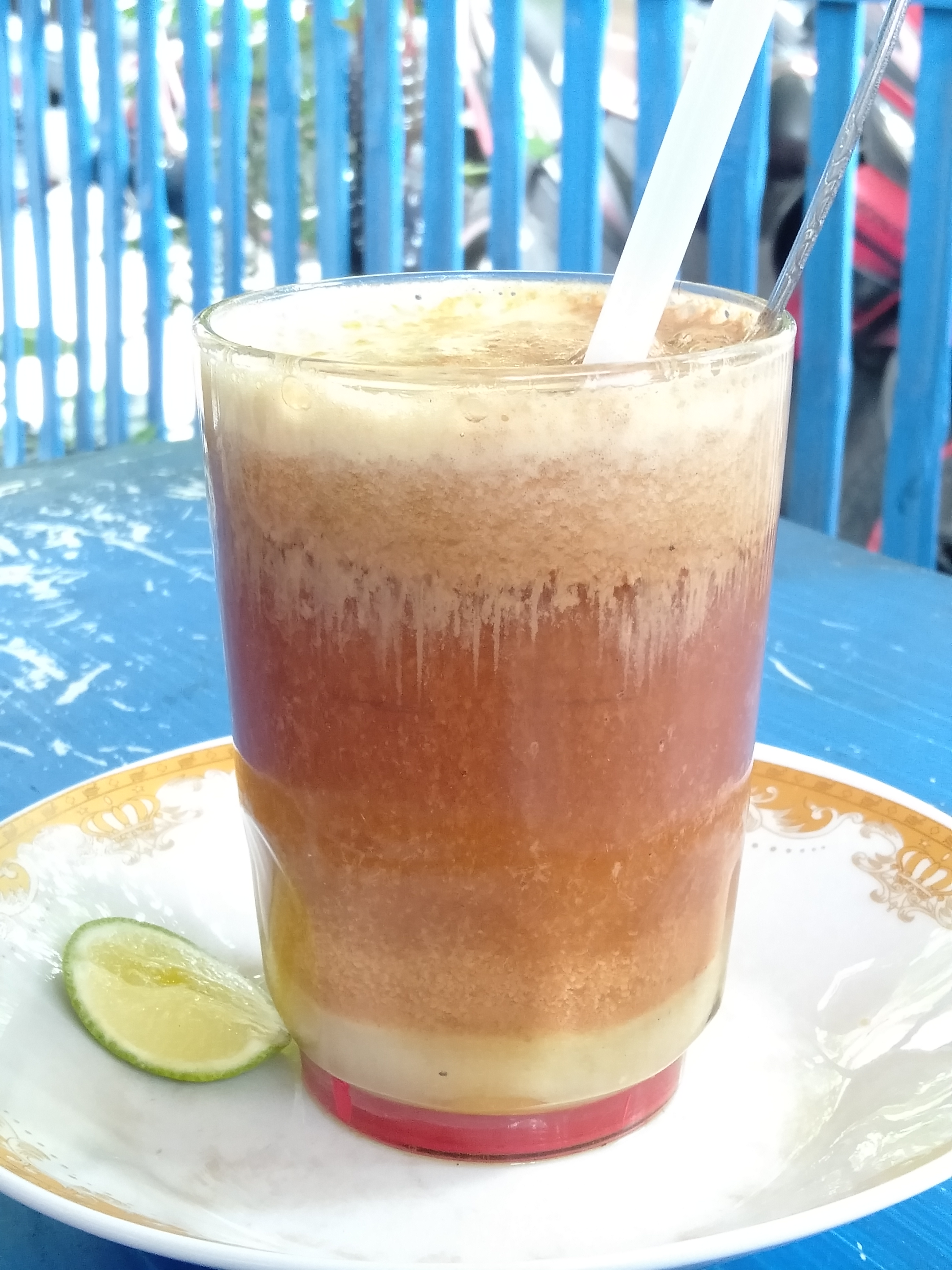
Teh talua

## 製作方法
Teh talua製作起來十分容易。主要原料有蛋黄和茶叶。 使用的鸡蛋通常是散养鸡蛋，但也可以用鸭蛋代替。首先，將蛋白和蛋黄分开，只取蛋黄。然后，把打好的鴨蛋或雞蛋，加入少許牛奶和糖混合，直至起泡。接著，準備大约 250 毫升的热水或白开水冲泡適量茶粉，並用其（熱茶水）沖泡混合物。完成後可以加一點酸橙（四季橘或青檸）汁來掩蓋蛋的腥味。最后，添加大约两三汤匙的糖或也可以根据口味添加。用熱茶水沖泡一段時間後，Teh talua會便分層。頂層為泡沫，中間層為白色，底層為棕色。
1. ↑  Taum, Yoseph Yapi; Edi, Basuki Sarwo; dkk, Kasma F. Amin. . Penerbit Lakeisha. 2021-09-01  [2022-08-24]. ISBN 9786235536224. （原始内容存档于2022-04-30） （印度尼西亚语）.
2. ↑  Gardjito, Murdjati, dkk. . Jakarta: PT Gramedia Pustaka Utama. 2019: 163. ISBN 978-602-06-3238-4.